# Adolf Loewe

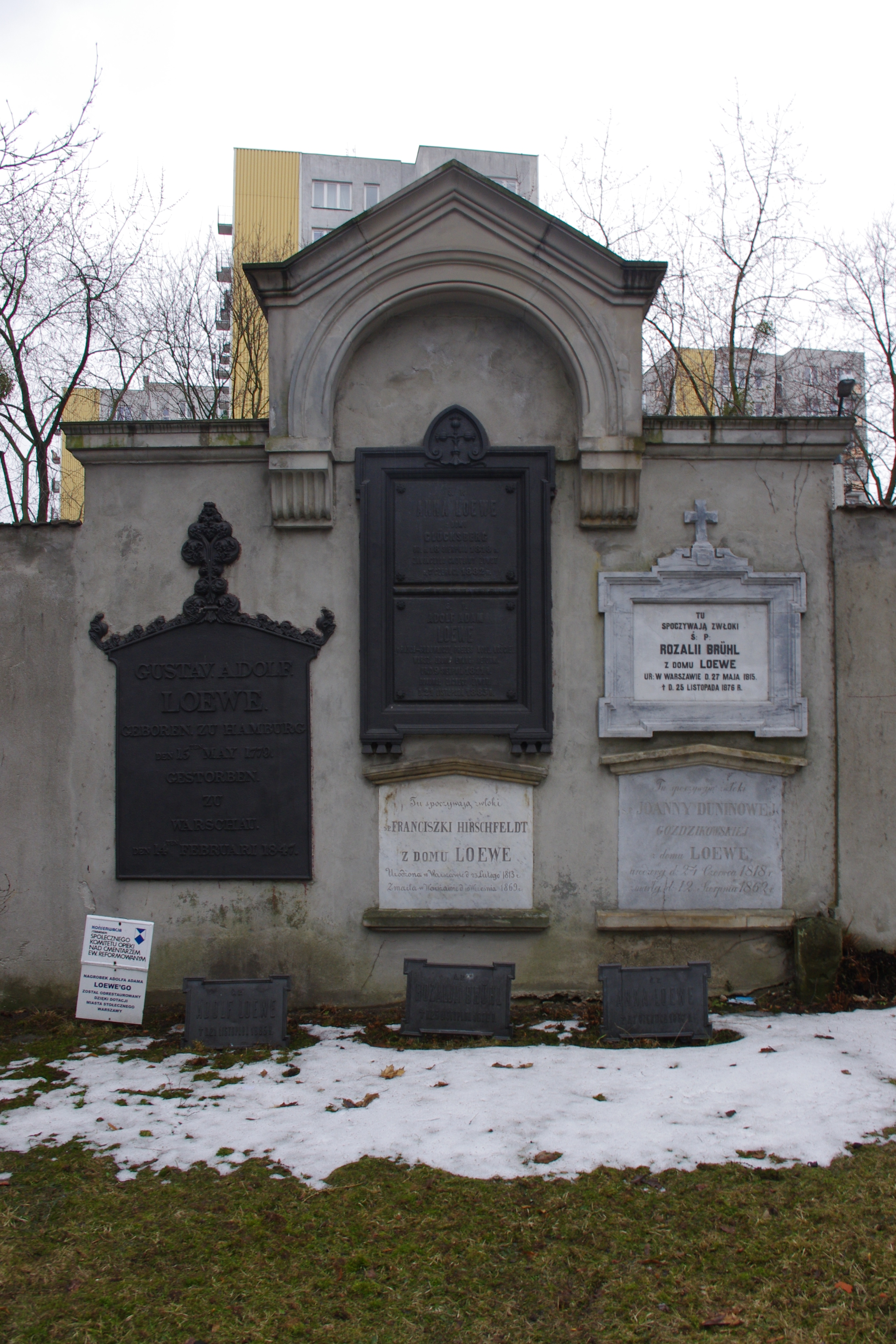
Grabmal von Adolf Loewe auf dem Evangelisch-reformierten Friedhof in Warschau

Adolf Adam Loewe (* 9. August 1811 in Kalisz; † 24. November 1885) war ein polnischer Architekt.

## Leben
Er war der Sohn des Bankiers Gustav Adolf Loewe (1774–1847) und dessen Ehefrau Emilie Treu (1784–1836). Adolf Loewe studierte an der Universität Warschau sowie in Berlin und München. In den Jahren 1838 bis 1848 war er Kreisarchitekt des Powiat Warschau und in den Jahren 1855 bis 1867 war er Mitglied des Bauausschusses.
Adolf Loewe starb 1885 und wurde auf dem Evangelisch-Reformierten Friedhof in Warschau beigesetzt.

## Wirken
Loewe entwarf unter anderem
- die Warschauer Kirche der evangelisch-reformierten Gemeinde
- die Neue Orangerie im Łazienki-Park
- das Waisenhaus und das Armenhaus in der Wolska-Straße
- die Erweiterung der Nebengebäude des Czapski-Palastes
- die Pfarrkirche in Promna
- das Schloss in Teresin

## Ehrungen
In Anerkennung seiner Verdienste wurde er mit dem Sankt-Stanislaus-Orden III. (1860) und II. Klasse (1866) ausgezeichnet. 1877 wurde ihm der erbliche Adel des russischen Reiches verliehen.